# Motrya Bratiychuk
Matrona (Motrya) Vasylivna Bratiychuk (publicado como M. V. Bratijchuk, en ucraniano: Братійчук Мотря Василівна, 8 de septiembre de 1927 - 4 de abril de 2001) fue una astrónoma soviética-ucraniana, una de las primeras dedicadas a la observación de los satélites artificiales.

## Vida
Bratiychuk nació el 8 de septiembre de 1927 en Verba, un pueblo en el Raion de Dubno de Ucrania, en ese momento parte de la Unión Soviética. Después de obtener un título en 1952 de la Universidad Nacional Taras Shevchenko de Kiev, fue maestra de escuela secundaria durante un año antes de continuar su educación de posgrado.
En 1956 o 1957, se convirtió en asistente en la facultad de física y matemáticas de la Universidad Nacional de Uzhhorod, y en 1959 obtuvo un grado de candidato, avanzando posteriormente en la carrera académica hasta convertirse en profesora titular en 1991. En 1957 fundó y dirigió la Estación de Observaciones Ópticas de Satélites Artificiales de la universidad, que en 1969 se convirtió en el Laboratorio de Investigación Espacial de la universidad.
Falleció el 4 de abril de 2001 en Uzhhorod.

## Investigación
Inspirada por el lanzamiento del Sputnik 1 en 1957, Bratiychuk comenzó el estudio observacional de los satélites artificiales, incluido el trabajo de reconocimiento, la comprensión de las fuerzas que afectan sus órbitas, el estudio de cómo su forma y orientación afectan la luz reflejada por ellos, y la comprensión de los efectos de la atmósfera en las comunicaciones por radio con los satélites. Además, aplicó su experiencia observacional a pequeños cuerpos naturales en el sistema solar, como asteroides, cometas y meteoros.

## Reconocimiento
Bratiychuk da nombre al asteroide 3372 Bratijchuk, descubierto en 1976.
Fue homenajeada con premios de la Asociación Astronómica de Ucrania y de la Academia de Ciencias de la URSS, y fue nombrada miembro honorario de la Asociación Astronómica de Ucrania.